# 아프리카의 마천루 목록

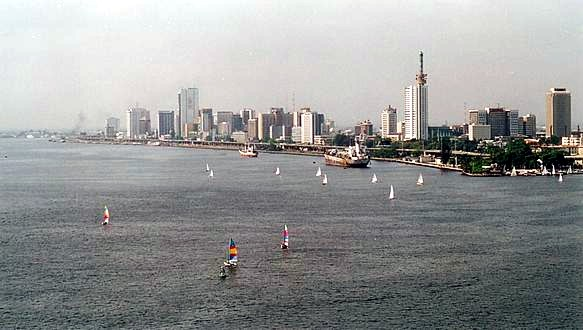
라고스, 아프리카 최대의 도시

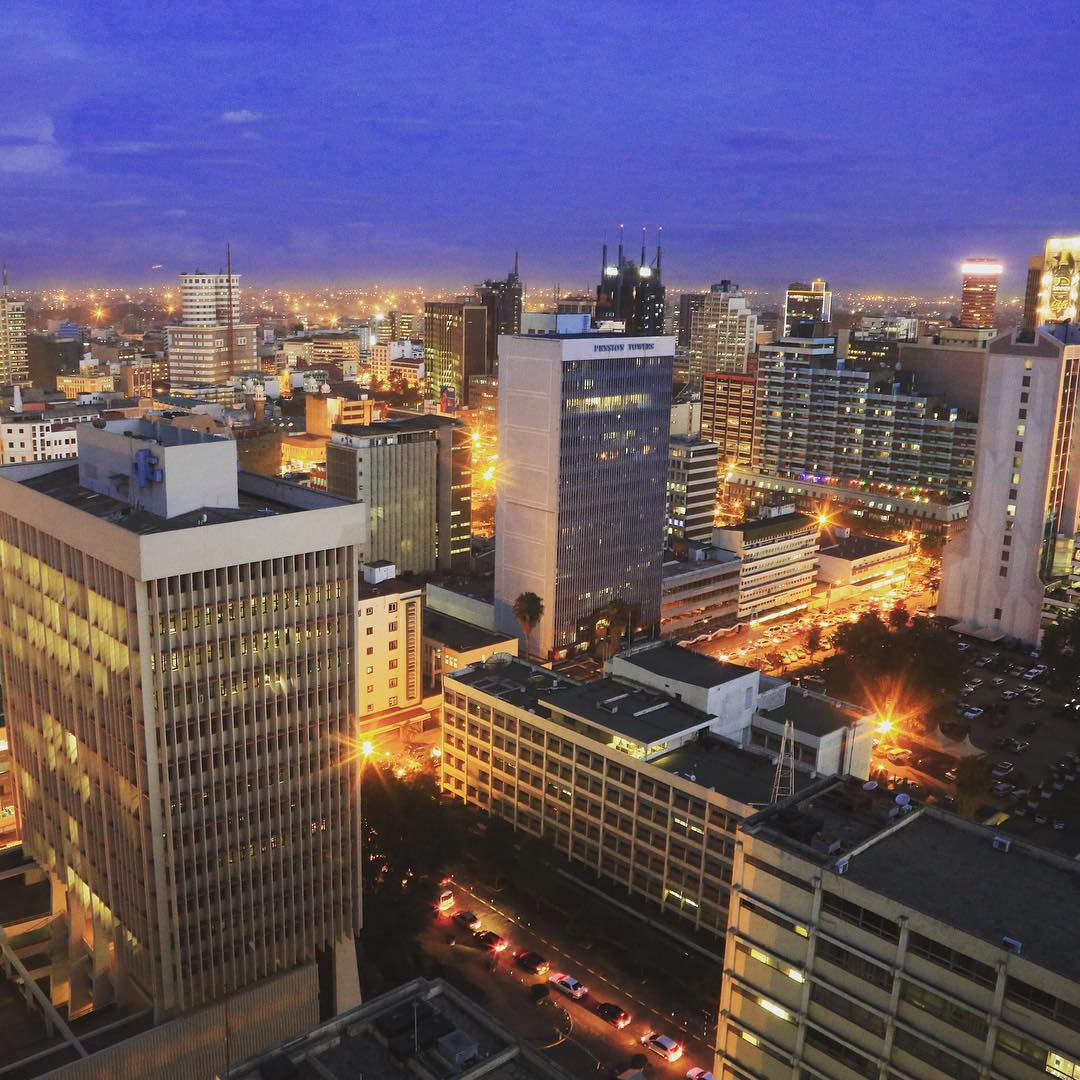
나이로비, 몇몇 마천루를 가진 도시

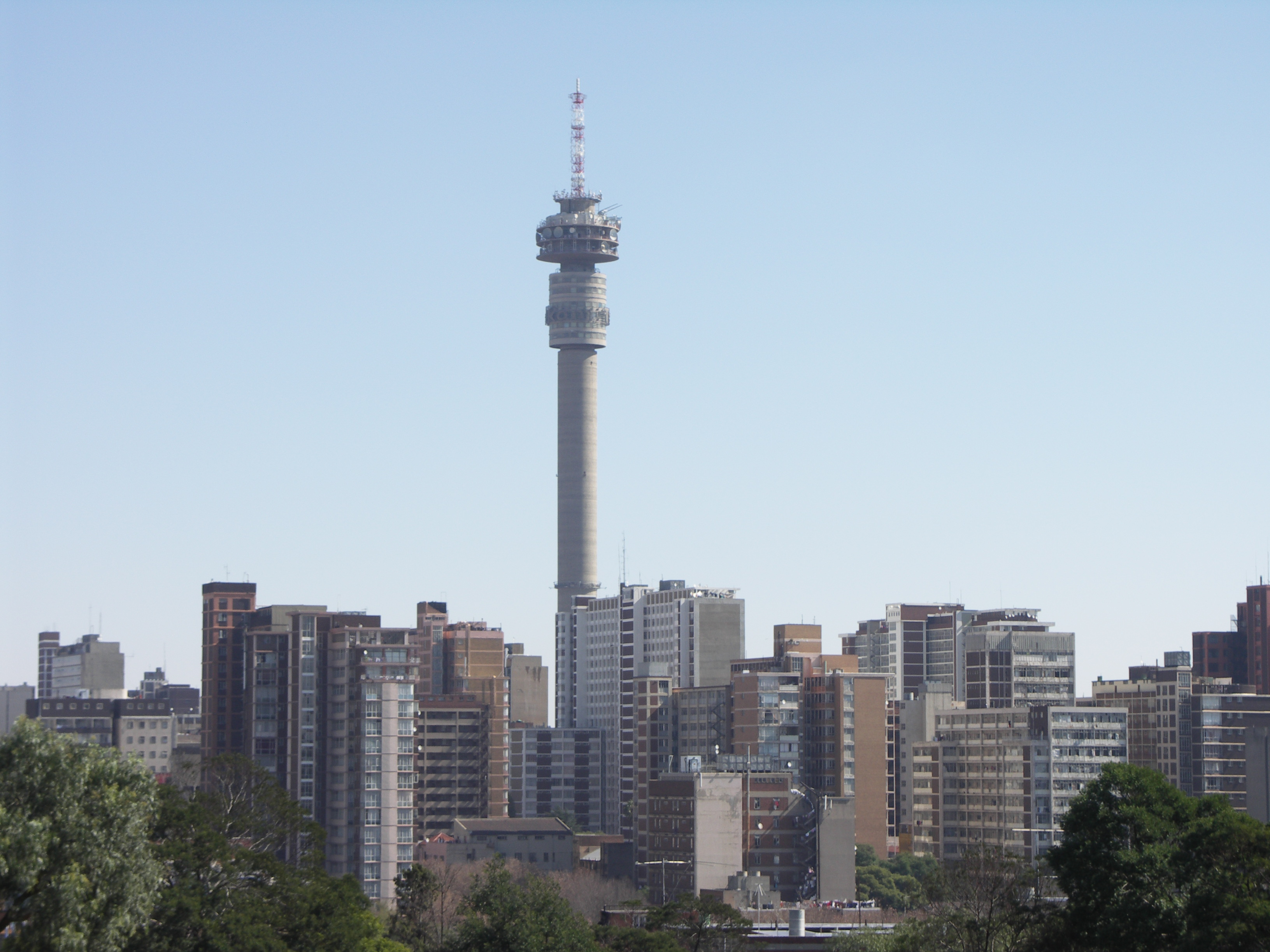
요하네스버그, 마천루가 많은 도시

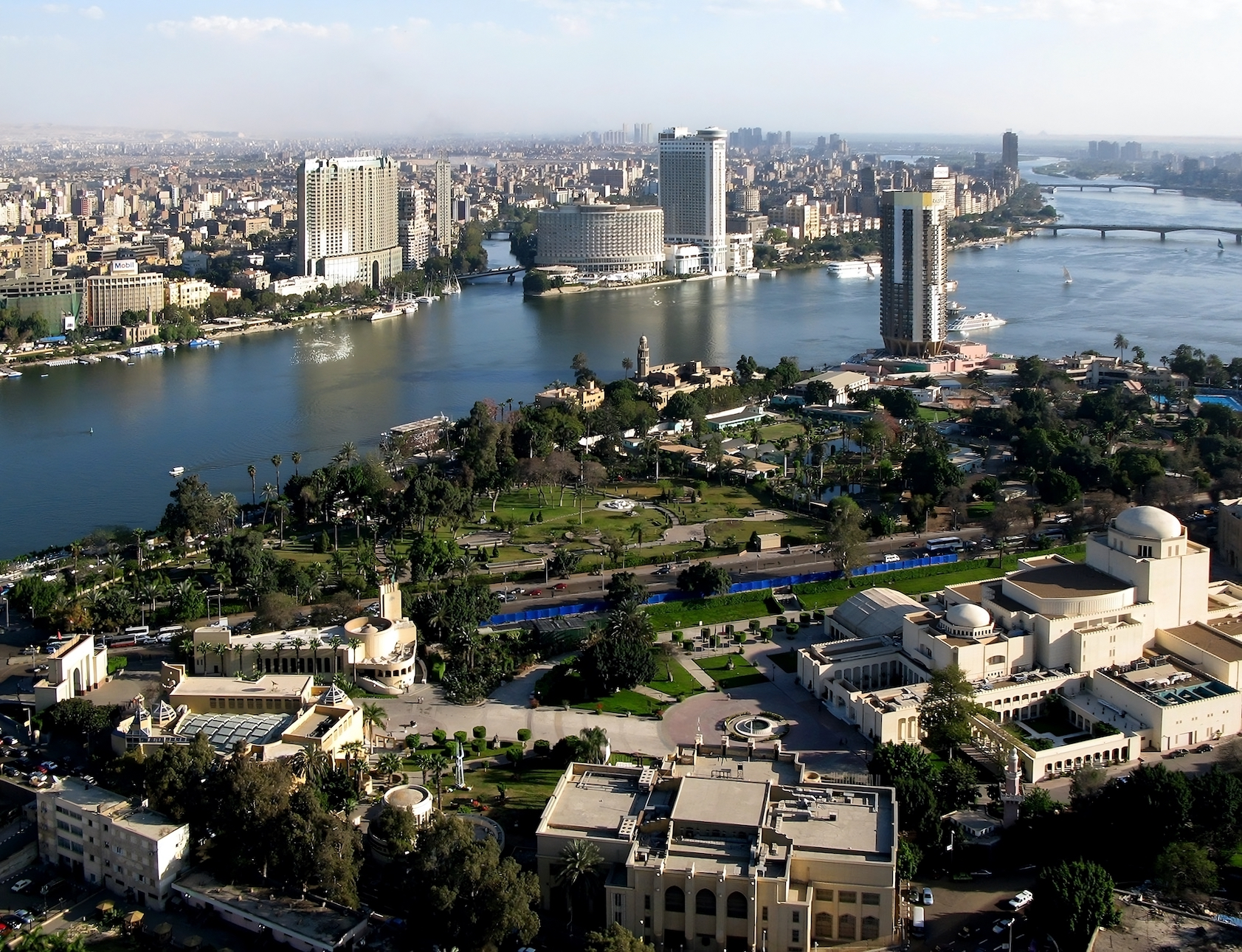
이집트 카이로

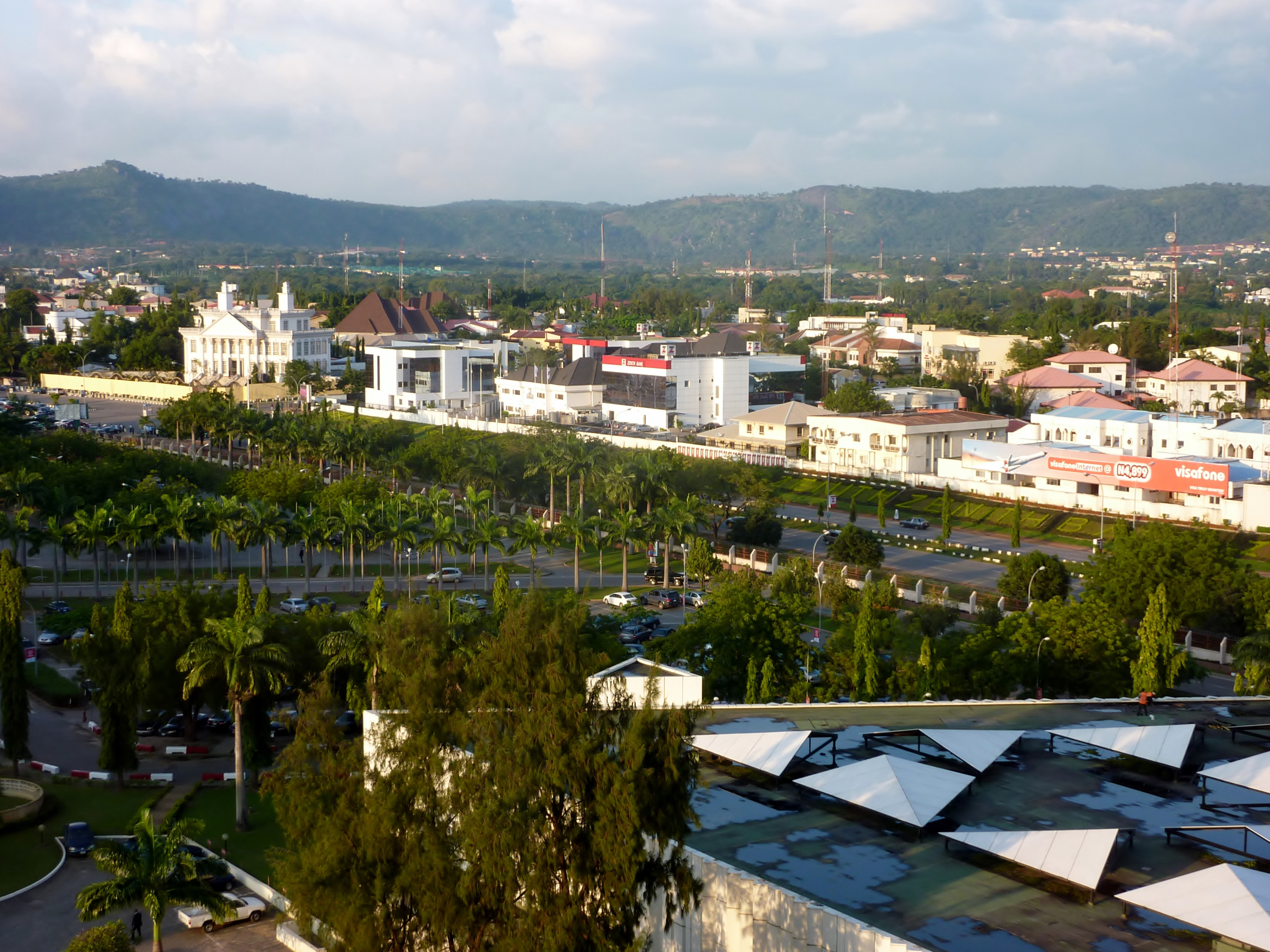
나이지리아 아부자 연방 수도 지구

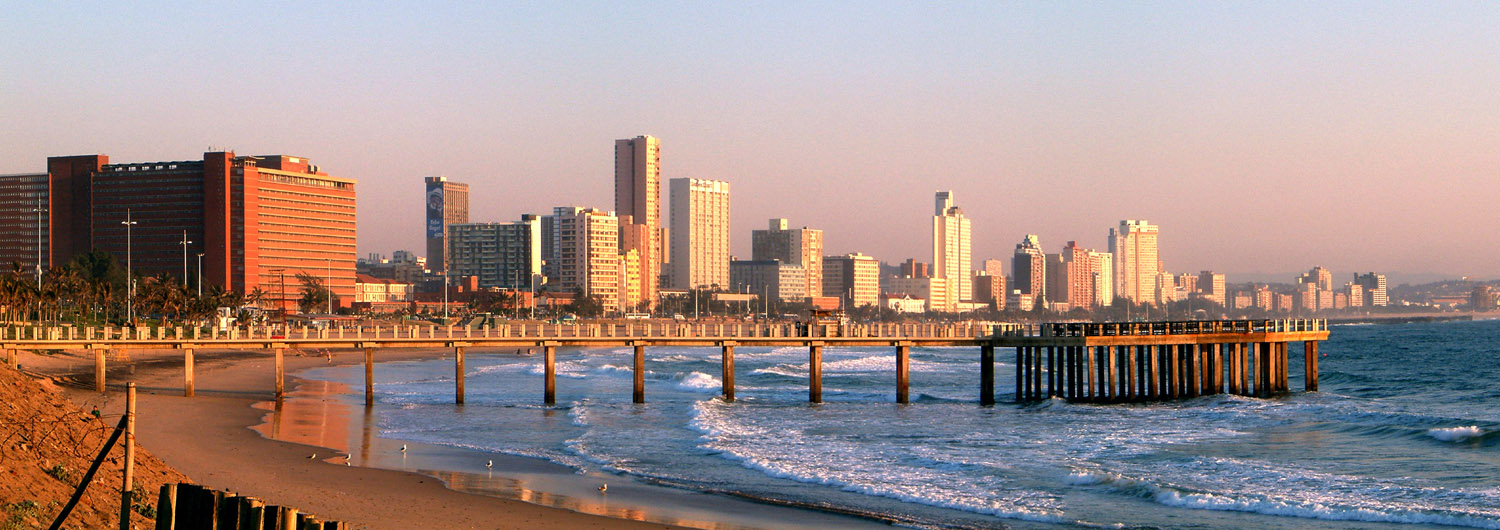
남아프리카 공화국 더반

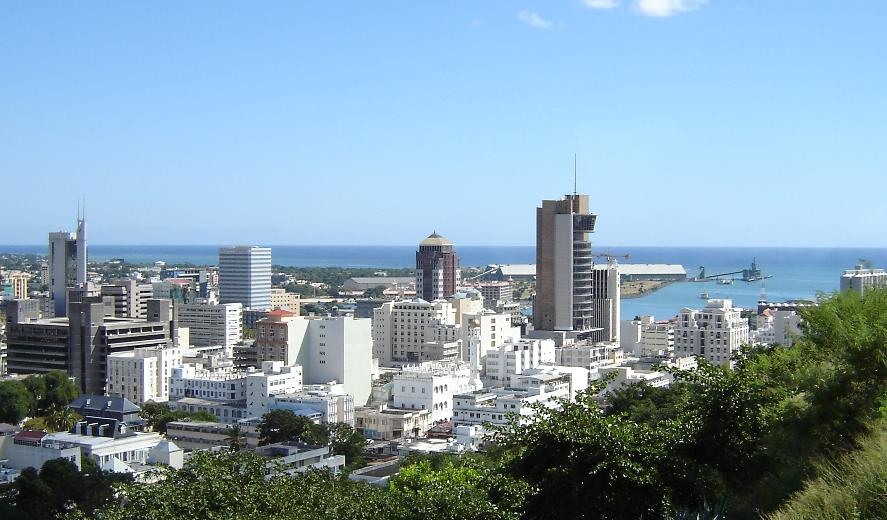
모리셔스 포트루이스

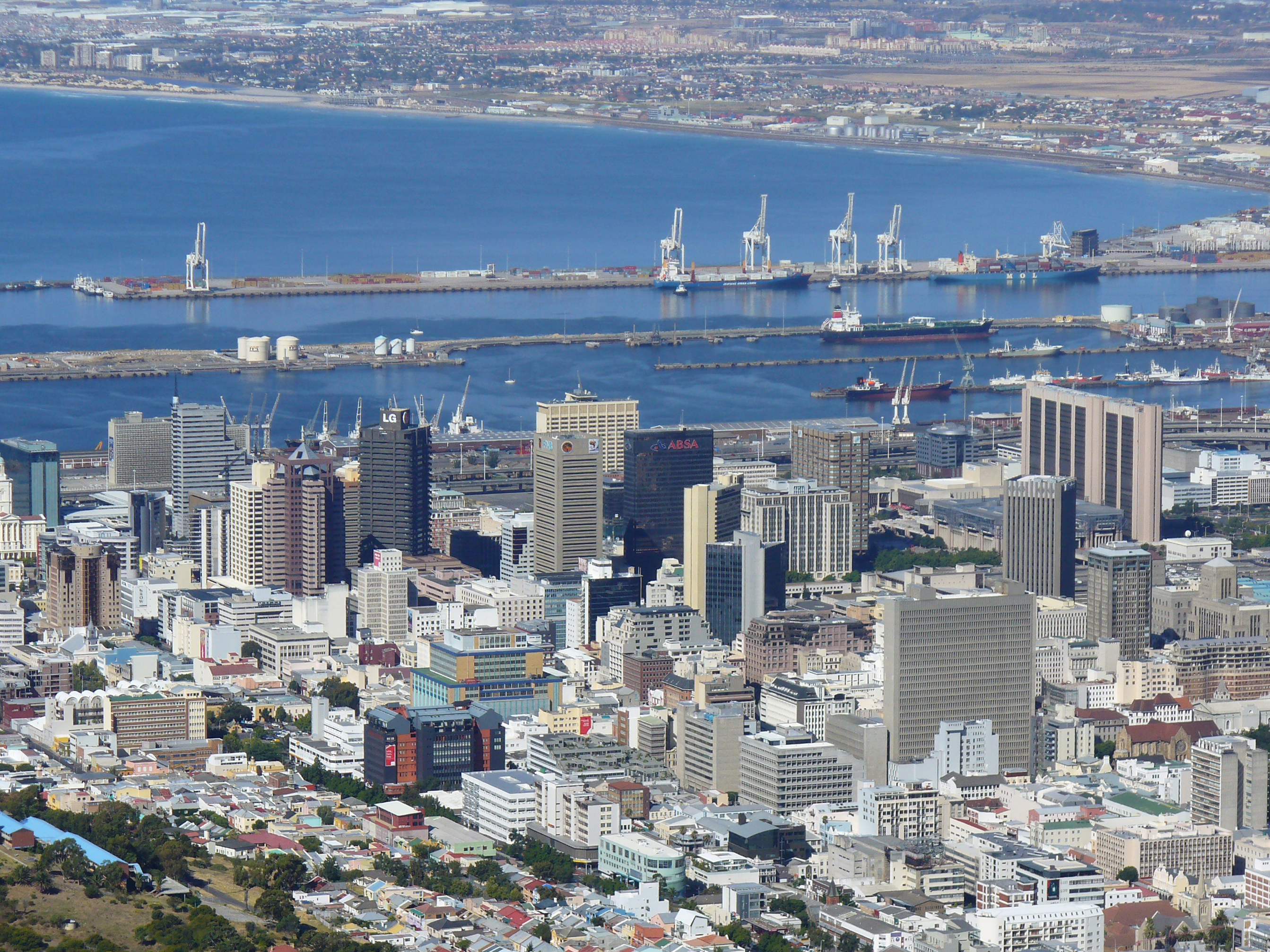
남아프리카 공화국 케이프타운

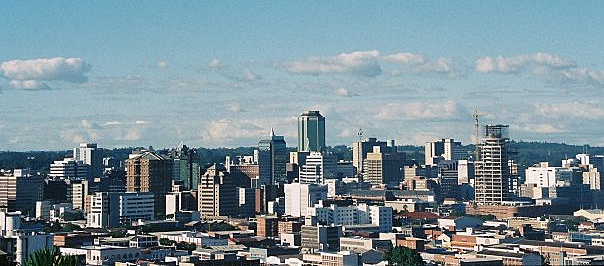
짐바브웨 하라레

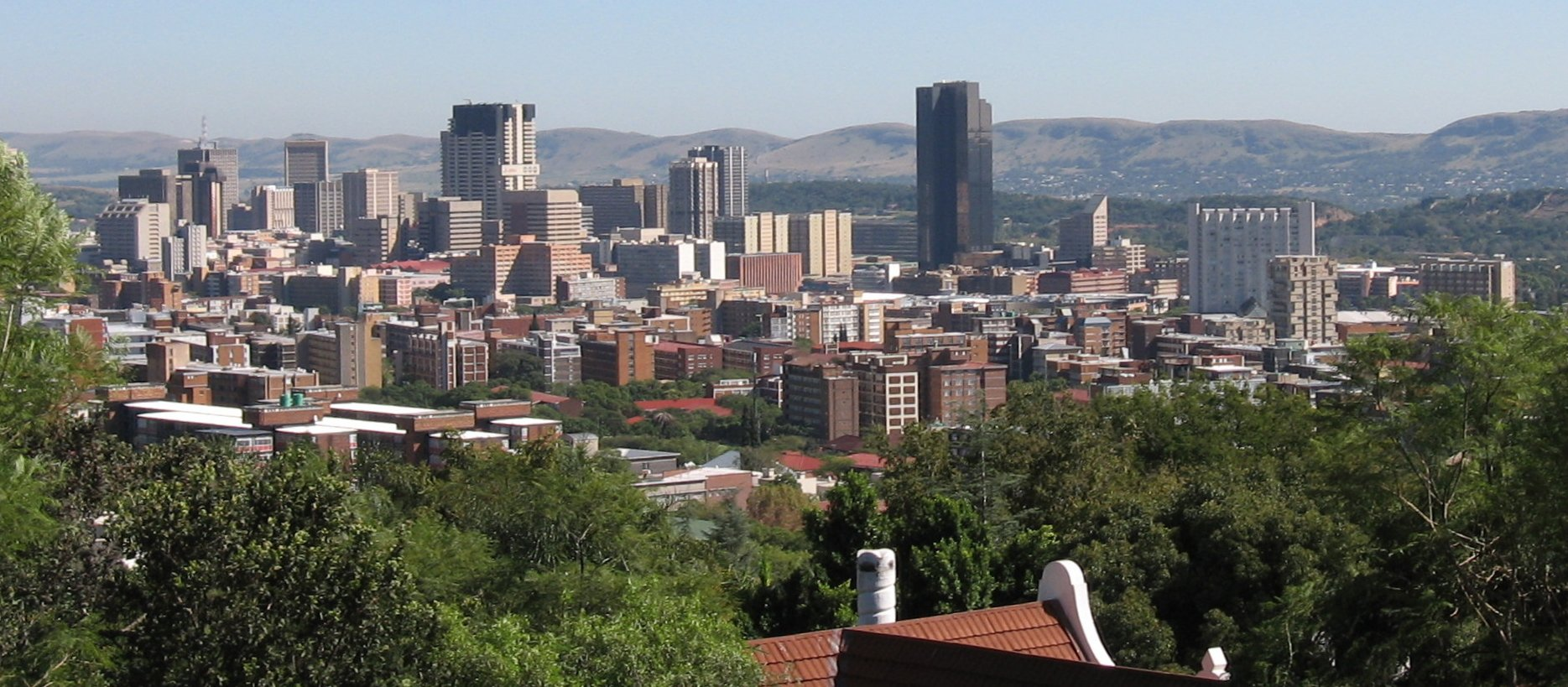
남아프리카 공화국 프리토리아

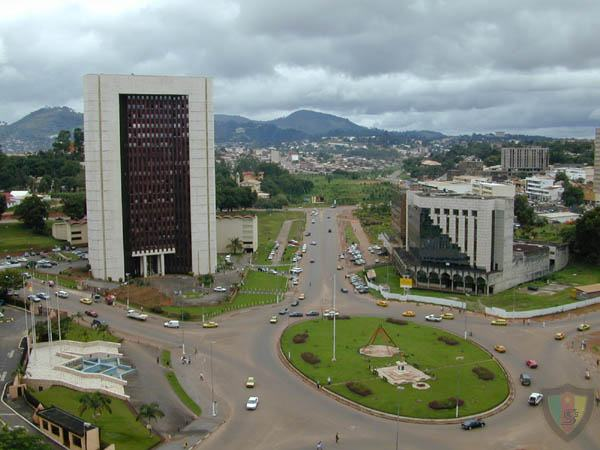
카메룬 야운데

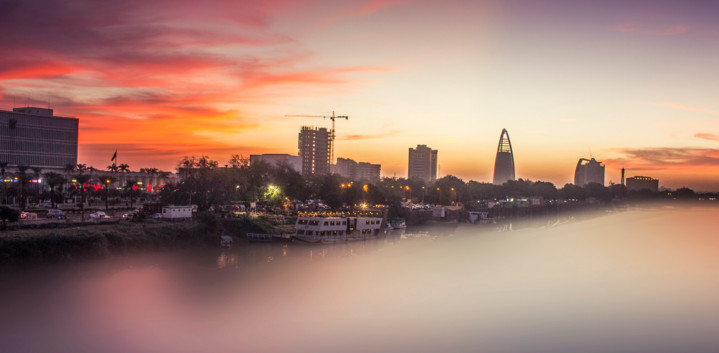
수단 하르툼

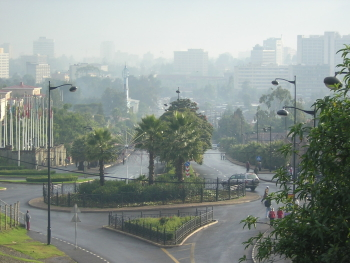
에티오피아 아디스아바바

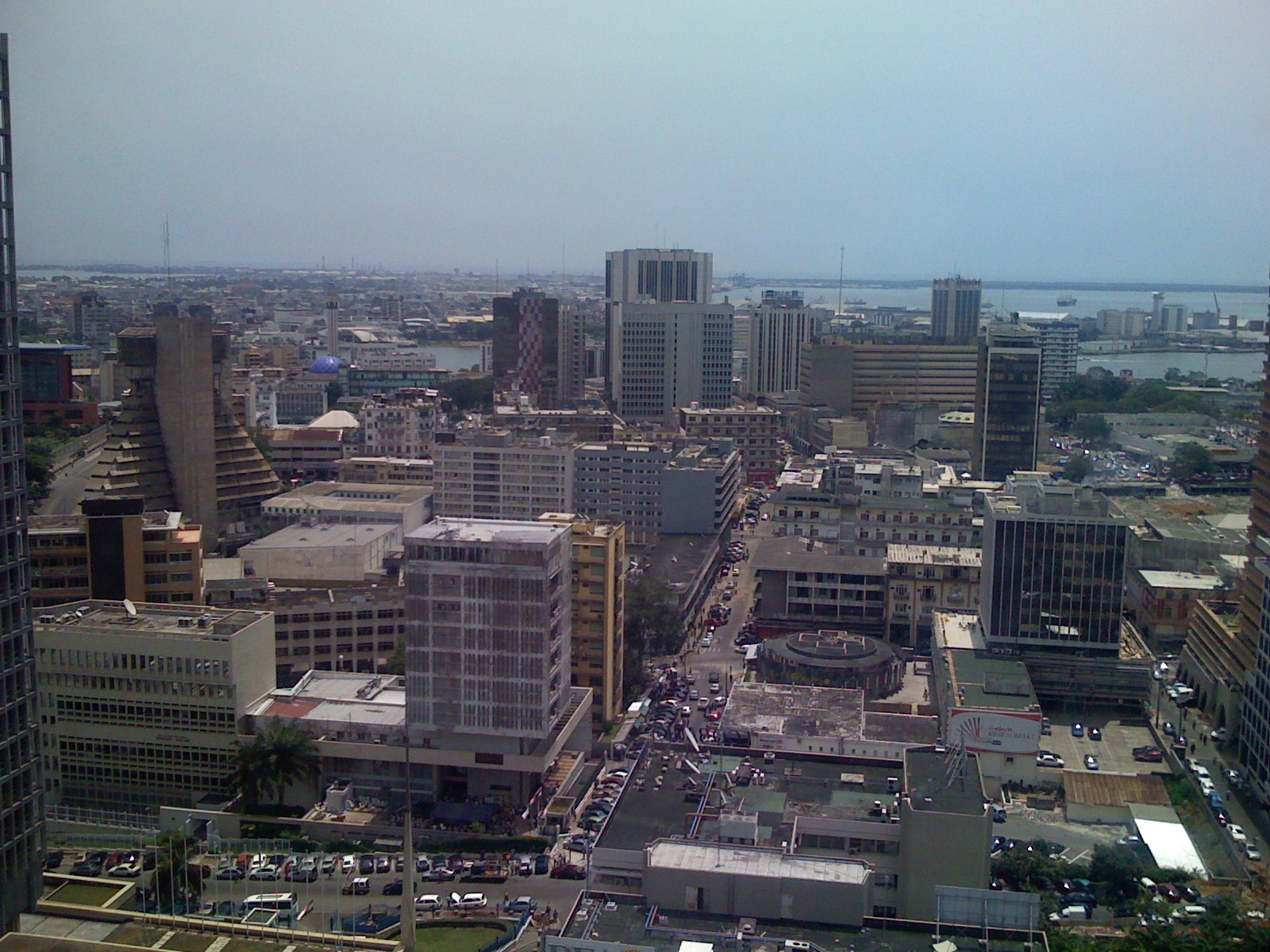
코트디부아르 아비장

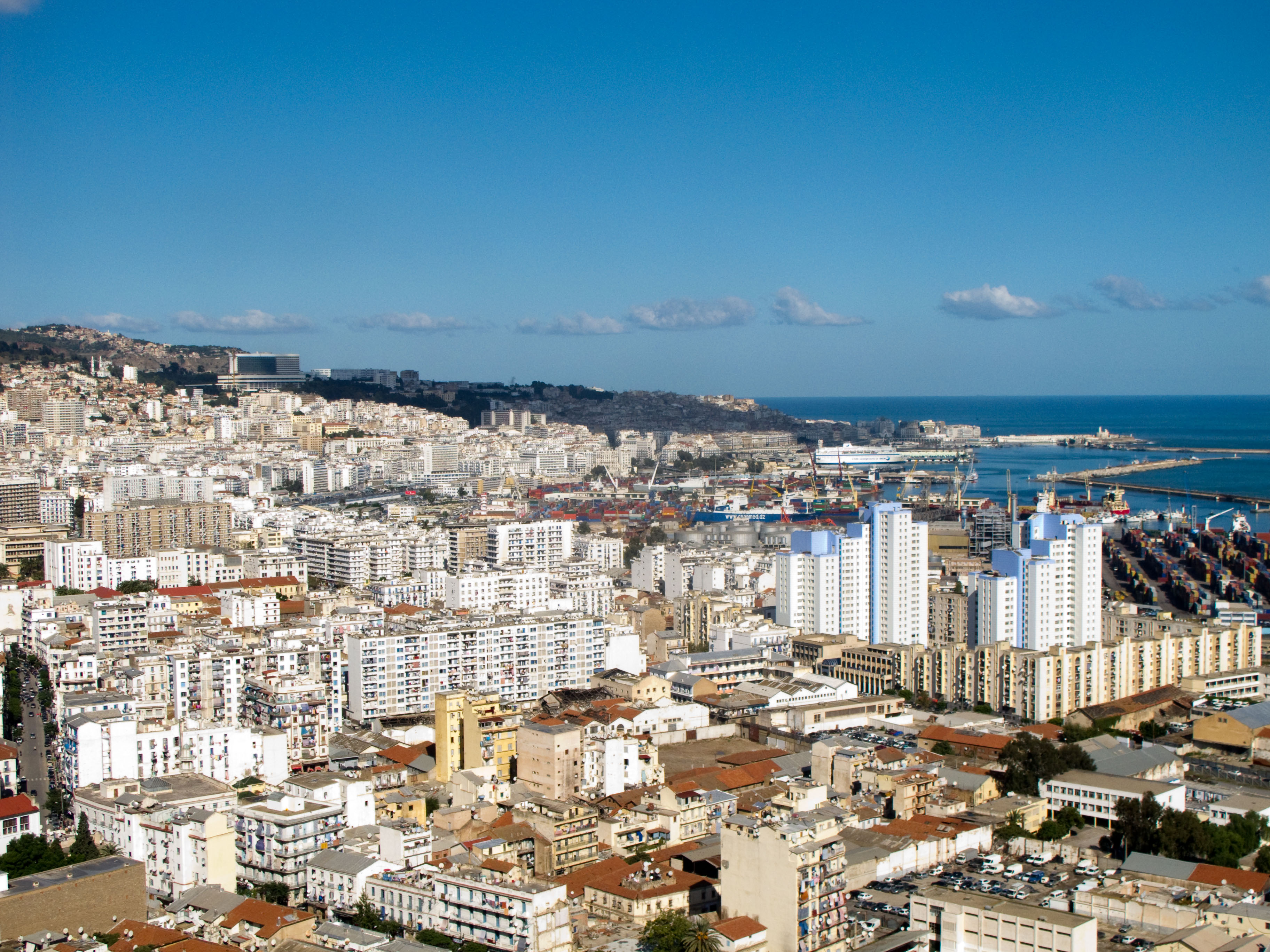
알제리 알제

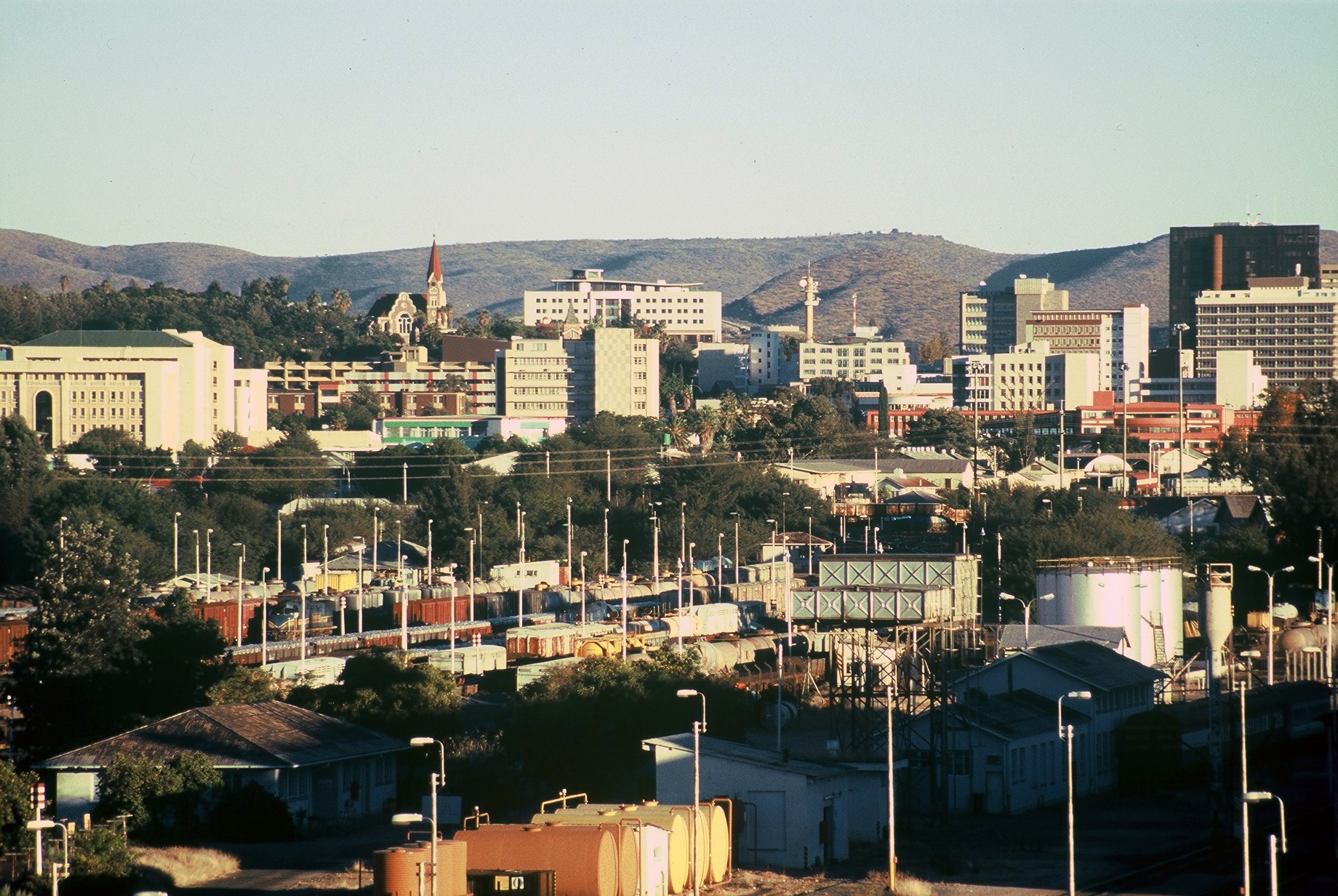
나미비아 빈트후크

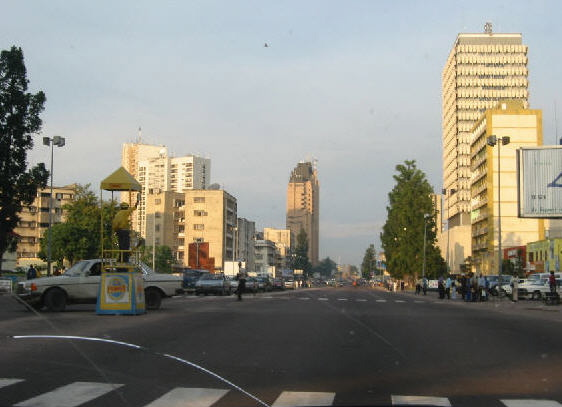
콩고 민주 공화국 킨샤사

아프리카의 마천루 목록이다. 처음에는 소수의 주요 금융 및 상업 센터만이 라고스, 요하네스버그, 나이로비, 하라레 및 아비장(Abidjan)과 같은 대형 스카이라인을 자랑했다. 그러나 2000년대 이후 카이로, 마푸토, 아부자, 캄팔라, 케이프타운, 더반, 아디스아바바, 다르에스살람, 루안다, 포트루이스 등 많은 아프리카 도시에서 마천루가 건설되었다.
1973년 이후로 아프리카에서 가장 높은 마천루는 요하네스버그의 칼튼 센터(Carlton Centre)이며 높이는 223m(732ft)이다. 그러나, 몇몇 더 가장 높은 마천루는 제시된다.

## 가장 높은 마천루
이 목록은 아프리카의 마천루 목록의 표준 높이 측정을 기준으로 최소 100 m (328 ft) 높이의 아프리카 마천루에 해당한다. 여기에는 첨탑 및 건축 세부 사항이 포함되지만 안테나 마스트 및 대원은 포함되지 않는다. 높이가 150 m (492 ft) 이상인 마천루가 강조 표시된다.
| 순위 | 마천루                                 | 피나클 높이      | 층수 | 연도 | 나라              | 도시           |
| ---- | -------------------------------------- | ---------------- | ---- | ---- | ----------------- | -------------- |
| 1    | 칼튼 센터                              | 223 m (732 ft)   | 50   | 1973 | 남아프리카 공화국 | 요하네스버그   |
| 2    | 브리탐 타워                            | 200 m (660 ft)   | 31   | 2017 | 케냐              | 나이로비       |
| 3    | 폰테시티 아파트                        | 173 m (568 ft)   | 54   | 1975 | 남아프리카 공화국 | 요하네스버그   |
| 4    | UAP 타워                               | 163 m (535 ft)   | 33   | 2016 | 케냐              | 나이로비       |
| 5    | 네콤 하우스                            | 160 m (520 ft)   | 32   | 1979 | 나이지리아        | 라고스         |
| 6    | PSPF 타워 - 타워 A                     | 153 m (502 ft)   | 35   | 2014 | 탄자니아          | 다르에스살람   |
| 7    | PSPF 타워 - 타워 B                     | 153 m (502 ft)   | 35   | 2014 | 탄자니아          | 다르에스살람   |
| 8    | 마블 타워즈                            | 152 m (499 ft)   | 32   | 1973 | 남아프리카 공화국 | 요하네스버그   |
| 9    | 펄 다운                                | 152 m (499 ft)   | 31   | 2010 | 남아프리카 공화국 | 더반           |
| 10   | 남아프리카준비은행 빌딩                | 150 m (490 ft)   | 38   | 1988 | 남아프리카 공화국 | 프리토리아     |
| 11   | 메트라이프 센터                        | 150 m (490 ft)   | 28   | 1993 | 남아프리카 공화국 | 케이프타운     |
| 12   | 88 온 필드                             | 147 m (482 ft)   | 26   | 1985 | 남아프리카 공화국 | 더반           |
| 13   | IMOB 비즈니스 센터                     | 145 m (476 ft)   | 35   | 2018 | 앙골라            | 루안다         |
| 14   | 부르즈 불라야 오피스 타워 1            | 144 m (472 ft)   | 34   | 2007 | 리비아            | 트리폴리       |
| 15   | 이집트 외무부 빌딩                     | 143 m (469 ft)   | 39   | 1994 | 이집트            | 카이로         |
| 16   | 엘 게지라 타워 뫼벤픽 호텔             | 142 m (466 ft)   | 43   | 1996 | 이집트            | 카이로         |
| 17   | 그랜드 하얏트 카이로                   | 142 m (466 ft)   | 41   | 2002 | 이집트            | 카이로         |
| 18   | 나일 시티 사우스 타워                  | 142 m (466 ft)   | 34   | 2003 | 이집트            | 카이로         |
| 19   | 나일 시티 노스 타워                    | 142 m (466 ft)   | 34   | 2002 | 이집트            | 카이로         |
| 20   | ABC 빌딩                               | 141 m (463 ft)   | 33   | 1976 | 짐바브웨          | 즈비샤바네     |
| 21   | 콰두쿠자 이골리 호텔 타워 1            | 140 m (460 ft)   | 40   | 1970 | 남아프리카 공화국 | 요하네스버그   |
| 22   | 타임스 타워                            | 140 m (460 ft)   | 33   | 2000 | 케냐              | 나이로비       |
| 23   | 미켈란젤로 타워                        | 140 m (460 ft)   | 34   | 2005 | 남아프리카 공화국 | 요하네스버그   |
| 24   | 트러스트 뱅크 빌딩                     | 140 m (460 ft)   | 34   | 1970 | 남아프리카 공화국 | 요하네스버그   |
| 25   | 엘 마디 레지던셜 타워 13               | 140 m (460 ft)   | 42   | 1985 | 이집트            | 카이로         |
| 26   | 엘 마디 레지던셜 타워 14               | 140 m (460 ft)   | 42   | 1985 | 이집트            | 카이로         |
| 27   | 엘 마디 레지던셜 타워 15               | 140 m (460 ft)   | 42   | 1985 | 이집트            | 카이로         |
| 28   | 엘 마디 레지던셜 타워 16               | 140 m (460 ft)   | 42   | 1985 | 이집트            | 카이로         |
| 29   | 엘 마디 레지던셜 타워 17               | 140 m (460 ft)   | 42   | 1985 | 이집트            | 카이로         |
| 30   | 엘 마디 레지던셜 타워 18               | 140 m (460 ft)   | 42   | 1985 | 이집트            | 카이로         |
| 31   | 스탠다드 뱅크 빌딩                     | 139 m (456 ft)   | 34   | 1968 | 남아프리카 공화국 | 요하네스버그   |
| 32   | 포트사이드 타워                        | 139 m (456 ft)   | 32   | 2014 | 남아프리카 공화국 | 케이프타운     |
| 33   | 서던 라이프 센터                       | 138 m (453 ft)   | 30   | 1973 | 남아프리카 공화국 | 요하네스버그   |
| 34   | 산스테파노 그랜드 플라자               | 135 m (443 ft)   | 31   | 2006 | 이집트            | 알렉산드리아   |
| 35   | 탄자니아 항만청 HQ                     | 134 m (440 ft)   | 35   | 2016 | 탄자니아          | 다르에스살람   |
| 36   | 음지지마 커머셜 타워                   | 134 m (440 ft)   | 35   | 2018 | 탄자니아          | 다르에스살람   |
| 37   | 몬테 블랑                              | 133 m (436 ft)   | 40   | 1985 | 남아프리카 공화국 | 더반           |
| 38   | 프리즘 타워                            | 133 m (436 ft)   | 34   | 2018 | 케냐              | 나이로비       |
| 39   | ABSA 타워 프리토리아                   | 132 m (433 ft)   | 38   | 1976 | 남아프리카 공화국 | 프리토리아     |
| 40   | JW 매리엇 호텔                         | 130 m (430 ft)   | 36   | 2011 | 리비아            | 트리폴리       |
| 41   | 올드 뮤투얼 센터                       | 130 m (430 ft)   | 33   | 1995 | 남아프리카 공화국 | 더반           |
| 42   | 투르 CNPS                              | 130 m (430 ft)   | 32   | 1982 | 카메룬            | 야운데         |
| 43   | 방코 데 모잠비크 타워 1                | 130 m (430 ft)   | 31   | 2015 | 모잠비크          | 마푸투         |
| 44   | 뱅크 미스르 빌딩                       | 130 m (430 ft)   | 29   | 1985 | 이집트            | 카이로         |
| 45   | NTC 타워                               | 130 m (430 ft)   | 29   | 2009 | 수단              | 하르툼         |
| 46   | 밀레니엄 타워                          | 129 m (423 ft)   | 30   | 2014 | 탄자니아          | 다르에스살람   |
| 47   | 209 스밋 스트리트                      | 128 m (420 ft)   | 30   | 1976 | 남아프리카 공화국 | 요하네스버그   |
| 48   | 포 시즌스 호텔 카이로 앗 나일 플라자   | 127 m (417 ft)   | 31   | 1999 | 이집트            | 카이로         |
| 49   | 1 티볼트 스퀘어                        | 126.5 m (415 ft) | 32   | 1972 | 남아프리카 공화국 | 케이프타운     |
| 50   | 레 맥                                  | 126 m (413 ft)   | 26   | 2016 | 케냐              | 나이로비       |
| 51   | 음지지마 레지던셜 타워                 | 126 m (413 ft)   | 33   | 2018 | 탄자니아          | 다르에스살람   |
| 52   | 팔리아멘트 타워                        | 125 m (410 ft)   | 26   | 2018 | 케냐              | 나이로비       |
| 53   | 펄 스카이                              | 124.4 m (408 ft) | 37   | 2018 | 남아프리카 공화국 | 더반           |
| 54   | 뱅크 오브 모리셔스 타워                | 124 m (407 ft)   | 26   | 2006 | 모리셔스          | 포트루이스     |
| 55   | 유니온 뱅크 빌딩                       | 124 m (407 ft)   | 28   | ??   | 나이지리아        | 라고스         |
| 56   | 키네 센터                              | 123 m (404 ft)   | 27   | 1974 | 남아프리카 공화국 | 요하네스버그   |
| 57   | 엘 마디 레지던셜 타워 5                | 122 m (400 ft)   | 35   | 1987 | 이집트            | 카이로         |
| 58   | 엘 마디 레지던셜 타워 6                | 122 m (400 ft)   | 35   | 1987 | 이집트            | 카이로         |
| 59   | 엘 마디 레지던셜 타워 7                | 122 m (400 ft)   | 35   | 1987 | 이집트            | 카이로         |
| 60   | 엘 마디 레지던셜 타워 8                | 122 m (400 ft)   | 35   | 1987 | 이집트            | 카이로         |
| 61   | 엘 마디 레지던셜 타워 9                | 122 m (400 ft)   | 35   | 1987 | 이집트            | 카이로         |
| 62   | 엘 마디 레지던셜 타워 10               | 122 m (400 ft)   | 35   | 1987 | 이집트            | 카이로         |
| 63   | 엘 마디 레지던셜 타워 11               | 122 m (400 ft)   | 35   | 1987 | 이집트            | 카이로         |
| 64   | 엘 마디 레지던셜 타워 12               | 122 m (400 ft)   | 35   | 1987 | 이집트            | 카이로         |
| 65   | 세계 무역 센터 아부자 커머셜 타워      | 120 m (390 ft)   | 25   | 2017 | 나이지리아        | 아부자         |
| 66   | 뉴 리저브 뱅크 타워                    | 120 m (390 ft)   | 28   | 1997 | 짐바브웨          | 하라레         |
| 67   | 코린시아 밥 아프리카 호텔              | 120 m (390 ft)   | 28   | 2003 | 리비아            | 트리폴리       |
| 68   | 네스코 빌딩                            | 120 m (390 ft)   | 26   | 2007 | 리비아            | 트리폴리       |
| 69   | 알 파타 타워                           | 120 m (390 ft)   | 25   | 2006 | 리비아            | 트리폴리       |
| 70   | 엠비시 빌딩                            | 120 m (390 ft)   | 28   | 1991 | 남아프리카 공화국 | 더반           |
| 71   | 텔레포스타 타워                        | 120 m (390 ft)   | 27   | 2000 | 케냐              | 나이로비       |
| 72   | 라 시테 어드미니스트레이티브 투르 D    | 120 m (390 ft)   | 30   | 1984 | 코트디부아르      | 아비장         |
| 73   | 애터베리 하우스                        | 119 m (390 ft)   | 29   | 1976 | 남아프리카 공화국 | 케이프타운     |
| 74   | 칼튼 센터 호텔                         | 119 m (390 ft)   | 30   | 1973 | 남아프리카 공화국 | 요하네스버그   |
| 75   | 스카이 센터 오피스 타워                | 119 m (390 ft)   | 25   | 2014 | 앙골라            | 루안다         |
| 76   | 펄 브리즈                              | 118 m (387 ft)   | 25   | 2008 | 남아프리카 공화국 | 더반           |
| 77   | 홀리데이 인 더반 - 마린 파라데         | 118 m (387 ft)   | 28   | 1985 | 남아프리카 공화국 | 더반           |
| 78   | 홀리데이 인 가든 코트 노스 비치        | 118 m (387 ft)   | 33   | 1978 | 남아프리카 공화국 | 더반           |
| 79   | 레지던스 로다 아일랜드                 | 118 m (387 ft)   | 39   | ??   | 이집트            | 카이로         |
| 80   | 리타 타워                              | 117 m (384 ft)   | 30   | 2014 | 탄자니아          | 다르에스살람   |
| 81   | ABSA 센터 케이프타운                   | 117 m (384 ft)   | 33   | 1970 | 남아프리카 공화국 | 케이프타운     |
| 82   | 더 스피니커                            | 117 m (384 ft)   | 27   | 2007 | 남아프리카 공화국 | 더반           |
| 83   | 카사블랑카 트윈 센터 (투르 1)          | 115 m (377 ft)   | 28   | 1999 | 모로코            | 카사블랑카     |
| 84   | 카사블랑카 트윈 센터 (투르 2)          | 115 m (377 ft)   | 28   | 1999 | 모로코            | 카사블랑카     |
| 85   | 320 웨스트 스트리트                    | 111 m (364 ft)   | 30   | 1973 | 남아프리카 공화국 | 더반           |
| 86   | 바이아 센터 타워 A                     | 111 m (364 ft)   | 31   | 2009 | 알제리            | 오랑           |
| 87   | 바이아 센터 타워 D                     | 111 m (364 ft)   | 31   | 2011 | 알제리            | 오랑           |
| 88   | 바이아 센터 타워 C                     | 111 m (364 ft)   | 31   | 2012 | 알제리            | 오랑           |
| 89   | 바이아 센터 타워 B                     | 111 m (364 ft)   | 31   | 2014 | 알제리            | 오랑           |
| 90   | 세계 무역 센터 아부자 레지던셜 타워    | 110 m (360 ft)   | 24   | 2018 | 나이지리아        | 아부자         |
| 91   | NRZ 빌딩                               | 110 m (360 ft)   | 23   | 1985 | 짐바브웨          | 불라와요       |
| 92   | 포이즌스 센터                          | 110 m (360 ft)   | 30   | 1968 | 남아프리카 공화국 | 프리토리아     |
| 93   | 모리셔스 텔레콤 타워                   | 110 m (360 ft)   | 30   | 1990 | 모리셔스          | 포트루이스     |
| 94   | 알리송 힐튼 & 세계 무역 센터           | 110 m (360 ft)   | 36   | 1980 | 이집트            | 카이로         |
| 95   | 힐튼 세계 무역 센터 레지던스 1         | 110 m (360 ft)   | 32   | ??   | 이집트            | 카이로         |
| 96   | 슐레진저 빌딩                          | 110 m (360 ft)   | 21   | 1965 | 남아프리카 공화국 | 요하네스버그   |
| 97   | 골든 에이커                            | 110 m (360 ft)   | 28   | 1979 | 남아프리카 공화국 | 케이프타운     |
| 98   | 프로테아 호텔 랜드마크 롯지            | 110 m (360 ft)   | 31   | 1976 | 남아프리카 공화국 | 더반           |
| 99   | 더 파라데                              | 110 m (360 ft)   | 30   | 1986 | 남아프리카 공화국 | 더반           |
| 100  | 로치 로간 파크                         | 110 m (360 ft)   | 27   | 1986 | 남아프리카 공화국 | 블룸폰테인     |
| 101  | 나이지리아 통신부 빌딩                 | 109 m (358 ft)   | 30   | N/A  | 나이지리아        | 라고스         |
| 102  | 웨게이근 뱅크 헤드쿼터스               | 107 m (351 ft)   | 23   | 2017 | 에티오피아        | 아디스아바바   |
| 103  | 세미라미스 인터컨티넨탈 호텔           | 107 m (351 ft)   | 29   | 1976 | 이집트            | 카이로         |
| 104  | 키안다 타워                            | 107 m (351 ft)   | 27   | 2014 | 앙골라            | 루안다         |
| 105  | 나벰바 타워                            | 106 m (348 ft)   | 30   | 1986 | 콩고              | 브라자빌       |
| 106  | PwC 하우텡                             | 106 m (348 ft)   | 26   | 2018 | 남아프리카 공화국 | 미드란드       |
| 107  | 홀리데이 인 알제 - 쉐어아가 타워       | 105 m (344 ft)   | 25   | 2017 | 알제리            | 알제           |
| 108  | 조이나 시티                            | 105 m (344 ft)   | 24   | 2010 | 짐바브웨          | 하라레         |
| 109  | 인터컨티넨탈 라고스                    | 105 m (344 ft)   | 22   | 2013 | 나이지리아        | 라고스         |
| 110  | 투르 포스텔 2001                       | 105 m (344 ft)   | 26   | 1984 | 코트디부아르      | 아비장         |
| 111  | 아이보리 인터컨티넨탈 아비장 호텔 타워 | 105 m (344 ft)   | 24   | 1969 | 코트디부아르      | 아비장         |
| 112  | 임뫼블 CAISTAB                         | 105 m (344 ft)   | 25   | 1984 | 코트디부아르      | 아비장         |
| 113  | 코코아 하우스                          | 105 m (344 ft)   | 26   | 1965 | 나이지리아        | 이바단         |
| 114  | 서던 선 케이프 선                      | 105 m (344 ft)   | 32   | 1983 | 남아프리카 공화국 | 케이프타운     |
| 115  | 하이포인트 힐브로우                    | 105 m (344 ft)   | 25   | 1972 | 남아프리카 공화국 | 요하네스버그   |
| 116  | 케냐타 국제회의 센터                   | 105 m (344 ft)   | 33   | 1974 | 케냐              | 나이로비       |
| 117  | 인터컨티넨탈 루안다                    | 104 m (341 ft)   | 25   | 2014 | 앙골라            | 루안다         |
| 118  | 인터컨티넨탈 호텔 & 카지노             | 104 m (341 ft)   | 25   | 2011 | 앙골라            | 루안다         |
| 119  | NSSF 빌딩                              | 103 m (338 ft)   | 28   | 1973 | 케냐              | 나이로비       |
| 120  | 인디펜던스 하우스                      | 103 m (338 ft)   | 23   | 1960 | 나이지리아        | 라고스         |
| 121  | 나니 타워                              | 103 m (338 ft)   | 22   | 2004 | 에티오피아        | 아디스아바바   |
| 122  | 포 시즌스 카이로 앗 퍼스트 레지던스    | 103 m (338 ft)   | 30   | ??   | 이집트            | 카이로         |
| 123  | RTNC 콩고 빌딩                         | 103 m (338 ft)   | 22   | ??   | 콩고 민주 공화국  | 킨샤사         |
| 124  | 임뫼블 CCIC                            | 103 m (338 ft)   | 22   | ??   | 콩고 민주 공화국  | 킨샤사         |
| 125  | 게카마인 커머셜 빌딩 (SOZACOM)         | 103 m (338 ft)   | 22   | 1977 | 콩고 민주 공화국  | 킨샤사         |
| 126  | 우후루 하이츠                          | 102.6 m (337 ft) | 27   | 2012 | 탄자니아          | 다르에스살람   |
| 127  | 쌈부 빌딩                              | 102 m (335 ft)   | 30   | 1961 | 남아프리카 공화국 | 프리토리아     |
| 128  | 2 페브리에 소피텔 호텔                 | 102 m (335 ft)   | 36   | 1980 | 토고              | 로메           |
| 129  | 벨몬트 빌딩                            | 102 m (335 ft)   | 32   | 1954 | 이집트            | 카이로         |
| 130  | ESCOM 빌딩                             | 102 m (335 ft)   | 24   | 2009 | 앙골라            | 루안다         |
| 131  | CBN 라고스                             | 100 m (330 ft)   | 22   | 2013 | 나이지리아        | 라고스         |
| 132  | 올드 뮤추얼 나미비아 타워              | 100 m (330 ft)   | 21   | 2010 | 나미비아          | 빈트후크       |
| 133  | 후다 타워                              | 100 m (330 ft)   | 22   | 2004 | 에티오피아        | 아디스아바바   |
| 134  | I & M 뱅크 타워                        | 100 m (330 ft)   | 18   | 2001 | 케냐              | 나이로비       |
| 135  | 알렉산드리아 시티 센터 타워 1          | 100 m (330 ft)   | 30   | 2003 | 이집트            | 알렉산드리아   |
| 136  | 라디오 & 텔레비전 빌딩                 | 100 m (330 ft)   | 30   | 1957 | 이집트            | 카이로         |
| 137  | 엘 게지라 쉐라톤 호텔                  | 100 m (330 ft)   | 30   | 1984 | 이집트            | 카이로         |
| 138  | 콘래드 인터내셔널 카이로 호텔          | 100 m (330 ft)   | 30   | 1999 | 이집트            | 카이로         |
| 139  | 더 페어몬트 카이로                     | 100 m (330 ft)   | 25   | 2007 | 이집트            | 카이로         |
| 140  | 데니스 레이츠                          | 100 m (330 ft)   | 24   | 2010 | 남아프리카 공화국 | 요하네스버그   |
| 141  | 호텔 인터컨티넨탈 킨샤사 타워 2        | 100 m (330 ft)   | 20   | ??   | 콩고 민주 공화국  | 킨샤사         |
| 142  | 라 시테 어드미니스트레이티브 투르 E    | 100 m (330 ft)   | 24   | 1984 | 코트디부아르      | 아비장         |
| 143  | 라 시테 어드미니스트레이티브 투르 C    | 100 m (330 ft)   | 24   | 1984 | 코트디부아르      | 아비장         |
| 144  | 뱅크 오브 탄자니아 사우스 타워         | 100 m (330 ft)   | 20   | 2006 | 탄자니아          | 다르에스살람   |
| 145  | 뱅크 오브 탄자니아 노스 타워           | 100 m (330 ft)   | 20   | 2006 | 탄자니아          | 다르에스살람   |
| 146  | NRZ 타워                               | 100 m (330 ft)   | 23   | 1985 | 짐바브웨          | 불라와요       |
| 147  | 임뫼블 케베                            | 100 m (330 ft)   | 21   | 1973 | 세네갈            | 다카르         |
| 148  | 파크 애비뉴                            | 100 m (330 ft)   | 24   | 1973 | 남아프리카 공화국 | 피터마리츠버그 |
| 149  | 샌포트 140                             | 100 m (330 ft)   | 22   | 1976 | 남아프리카 공화국 | 포트엘리자베스 |
| 150  | 에디피시오 칸항굴로                    | N/A              | 25   | 2013 | 앙골라            | 루안다         |

## 아프리카에서 가장 높은 마천루의 타임라인
| 이름                                                 | 도시         | 가장 긴 년 | 미터  | 피트 | 층수 | 사진 |
| ---------------------------------------------------- | ------------ | ---------- | ----- | ---- | ---- | ---- |
| 칼튼 센터                                            | 요하네스버그 | 1973–현재  | 223 H | 732  | 50   |      |
| 콰두쿠자 이골리 호텔 타워 타워 1, 트러스트 뱅크 빌딩 | 요하네스버그 | 1970–1973  | 140   | 459  | 31   |      |
| 스탠다드 뱅크 빌딩                                   | 요하네스버그 | 1968–1970  | 138.8 | 455  | 34   |      |
| 슐레진저 빌딩                                        | 요하네스버그 | 1965–1968  | 110   | 361  | 21   |      |
| 코코아 하우스                                        | 이바단       | 1965–1965  | 105   | 345  | 26   |      |
| 벨몬트 빌딩                                          | 카이로       | 1954–1965  | 102   | 335  | 32   | -    |
| 뮤추얼 하이츠 빌딩                                   | 케이프타운   | 1940–1954  | 91    | 298  | 18   |      |
| 광산협회 빌딩                                        | 요하네스버그 | 1936–1940  | 80    | 262  | 18   |      |
| 유니온 빌딩                                          | 프레토리아   | 1913–1936  | 60    | 196  | 10   |      |

## 가장 높은 공사, 승인 또는 제안

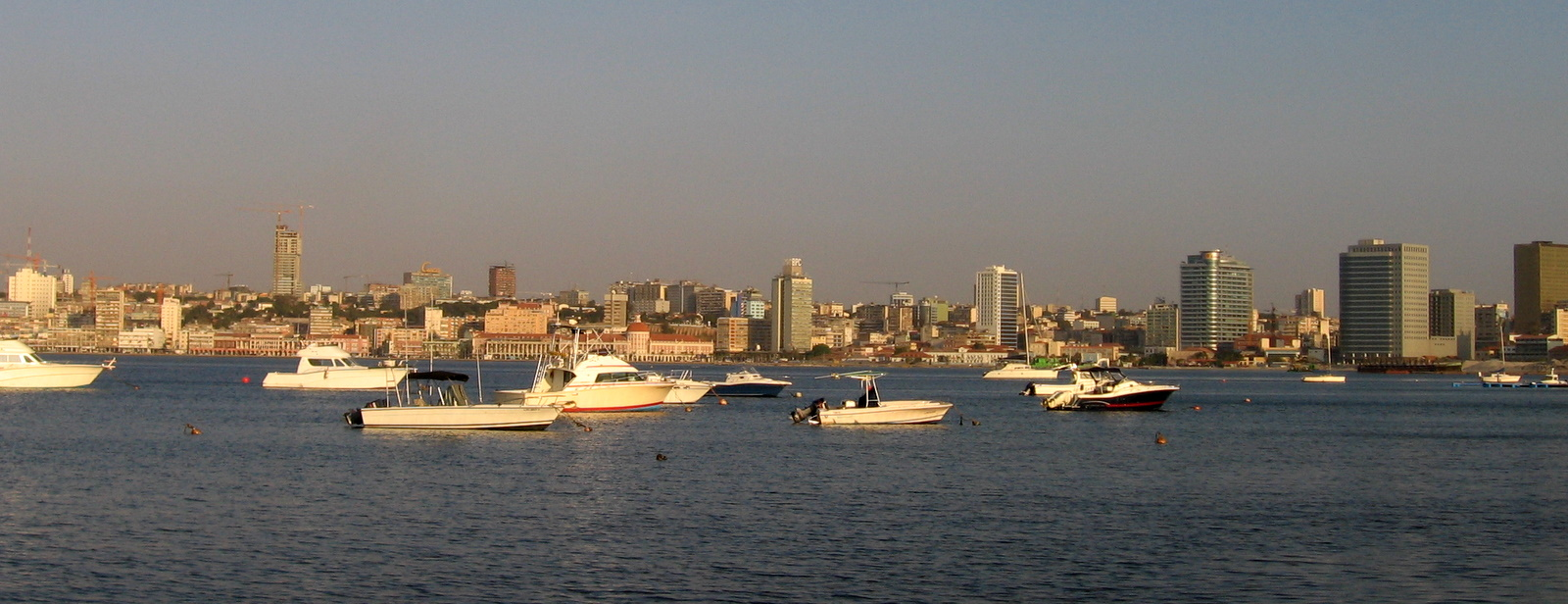
앙골라의 루안다(Luanda)는 앙골라 내전이 끝난 후 대규모 재건축을 진행하고 있다.

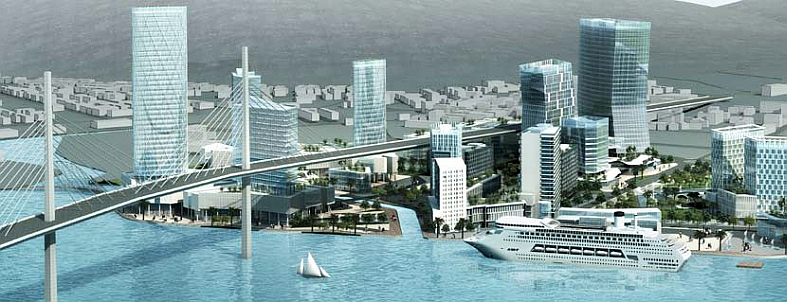
모리셔스 포트루이스에서 네오타운 개발에 대한 작가의 인상

### 공사중
이 목록은 현재 아프리카에서 공사중인 빌딩의 순위를 매기고 적어도 100 미터 (328 ft) 이상이 될 것이다.
| 이름                             | 높이             | 층수 | 연도 | 나라              | 도시         | 비고                    |
| -------------------------------- | ---------------- | ---- | ---- | ----------------- | ------------ | ----------------------- |
| 아이코닉 타워                    | 385 m (1,263 ft) | 90   | ?    | 이집트            | 카이로       | [ 139 ] [ 140 ]         |
| 더 피나클 타워 1                 | 314 m (1,030 ft) | 70   | 2020 | 케냐              | 나이로비     | [ 141 ] [ 142 ] [ 143 ] |
| 모하메드 6세 타워                | 250 m (820 ft)   | 55   | 2022 | 모로코            | 살레         | [ 144 ]                 |
| 더 레오나르도                    | 234 m (768 ft)   | 55   | 2019 | 남아프리카 공화국 | 요하네스버그 | [ 145 ] [ 146 ]         |
| 더 피나클 타워 2                 | 214 m (702 ft)   | 45   | 2020 | 케냐              | 나이로비     | [ 141 ]                 |
| 에티오피아 상업은행 본사         | 198 m (650 ft)   | 48   | 2019 | 에티오피아        | 아디스아바바 | [ 147 ] [ 148 ]         |
| 글로벌 트레이드 센터 오피스 타워 | 184 m (604 ft)   | 43   | 2020 | 케냐              | 나이로비     | [ 149 ]                 |
| 세계 무역 센터 아부자 호텔 타워  | 158 m (518 ft)   | 37   | ?    | 나이지리아        | 아부자       | [ 150 ] [ 151 ]         |
| MNF 스퀘어 타워 2x               | 122 m (400 ft)   | 32   | 2019 | 탄자니아          | 다르에스살람 | [ 152 ]                 |

### 보류중, 승인 또는 제안됨
이 섹션에는 아프리카에서 개최, 승인 또는 제안된 마천루가 나열되어 있으며 100 m (328 ft) 높이 이상으로 상승할 계획이다.
| 이름                               | 높이               | 층수  | 나라              |              |        |                 |
| 이름                               | 높이               | 층수  | 나라              | 도시         | 상태   | 비고            |
| 오블리스코 캐피탈 타워             | 1,000 m (3,300 ft) | 197   | 이집트            | 카이로       | 제안됨 | [ 153 ]         |
| 알 누르 타워                       | 540 m (1,770 ft)   | 114   | 모로코            | 카사블랑카   | 제안됨 | [ 154 ]         |
| 산드 타워                          | 450 m (1,480 ft)   | 83    | 모로코            | 메르주가     | 제안됨 | [ 155 ]         |
| 더반 아이코닉 타워                 | 370 m (1,210 ft)   | 88    | 남아프리카 공화국 | 더반         | 제안됨 | [ 156 ]         |
| 어퍼힐 스퀘어                      | 290 m (950 ft)     | 66    | 케냐              | 나이로비     | 제안됨 | [ 157 ]         |
| NSSF 컨벤션 센터 앤 호텔           | 280 m (920 ft)     | 62-70 | 케냐              | 나이로비     | 제안됨 | [ 출처 필요 ]   |
| 호프 시티                          | 270 m (890 ft)     | 72    | 가나              | 아크라       | 제안됨 | [ 158 ]         |
| 더 원 나이로비                     | 270 m (890 ft)     | 70    | 케냐              | 나이로비     | 제안됨 | [ 159 ]         |
| 스트라토스피아                     | ~260 m (850 ft)    | 62    | 나이지리아        | 아부자       | 제안됨 | [ 출처 필요 ]   |
| 캄팔라 타워                        | ~222 m (728 ft)    | 60    | 우간다            | 캄팔라       | 제안됨 | [ 출처 필요 ]   |
| 하지나 트레이드 센터               | 180 m (590 ft)     | 39    | 케냐              | 나이로비     | 보류중 | [ 160 ] [ 161 ] |
| 콩고 타워 - 타워 A                 | ~180 m (590 ft)    | 44    | 콩고 민주 공화국  | 킨샤사       | 제안됨 | [ 출처 필요 ]   |
| 앙골라 세계 무역 센터 타워 A       | 170 m (560 ft)     | 42    | 앙골라            | 루안다       | 제안됨 | [ 162 ]         |
| 카카쿠오나 타워                    | 170 m (560 ft)     | 36    | 탄자니아          | 다르에스살람 | 제안됨 | [ 163 ]         |
| JW 메리어트 호텔                   | 167 m (548 ft)     | 42    | 모로코            | 카사블랑카   | 보류중 | [ 164 ] [ 165 ] |
| 크고로 - 더 게이트웨이 A           | ~165 m (541 ft)    | 45    | 남아프리카 공화국 | 요하네스버그 | 제안됨 | [ 166 ]         |
| 크고로 - 더 게이트웨이 B           | ~165 m (541 ft)    | 30    | 남아프리카 공화국 | 요하네스버그 | 제안됨 | [ 166 ]         |
| 다르에스살람 시티 프로미즈 타워    | 165 m (541 ft)     | 35    | 탄자니아          | 다르에스살람 | 제안됨 | [ 167 ]         |
| 라 투어 카사 라 투르 카사 네어쇼어 | 160 m (520 ft)     | 44    | 모로코            | 카사블랑카   | 보류중 | [ 168 ]         |
| 앙골라 세계 무역 센터 타워 B       | 150 m (490 ft)     | 37    | 앙골라            | 루안다       | 제안됨 | [ 162 ]         |
| 멕시코 스퀘어 타워                 | ~150 m (490 ft)    | 35    | 에티오피아        | 아디스아바바 | 제안됨 | [ 출처 필요 ]   |
| 제로2원                            | 148 m (486 ft)     | 43    | 남아프리카 공화국 | 케이프타운   | 제안됨 | [ 출처 필요 ]   |
| 콩고 타워 - 타워 B                 | ~140 m (460 ft)    | 33    | 콩고 민주 공화국  | 킨샤사       | 제안됨 | [ 출처 필요 ]   |
| 콩고 오피스 라우트                 | N/A                | 32    | 콩고 민주 공화국  | 킨샤사       | 보류중 | [ 169 ]         |
| 투르 미남 1                        | 140 m (460 ft)     | 33    | 세네갈            | 다카르       | 제안됨 | [ 170 ]         |
| 투르 미남 2                        | 140 m (460 ft)     | 33    | 세네갈            | 다카르       | 제안됨 | [ 170 ]         |
| 세인트 레지스 호텔 타워            | 136 m (446 ft)     | 31    | 이집트            | 카이로       | 보류중 | [ 171 ] [ 172 ] |
| PPF 헤드쿼터스                     | 134 m (440 ft)     | 35    | 탄자니아          | 다르에스살람 | 계획됨 | [ 173 ]         |
| 아비시니아 뱅크 타워               | ~120 m (390 ft)    | 34    | 에티오피아        | 아디스아바바 | 제안됨 | [ 출처 필요 ]   |
| 루안다 타워                        | 110 m (360 ft)     | 23    | 앙골라            | 루안다       | 제안됨 | [ 출처 필요 ]   |
| 유로 아프리카 타워                 | 110 m (360 ft)     | 23    | 앙골라            | 루안다       | 제안됨 | [ 174 ]         |
| 에디피시오 로차 몬테이로           | 105 m (344 ft)     | 24    | 앙골라            | 루안다       | 승인됨 | [ 출처 필요 ]   |
| 무브멘트 하우스                    | ~100 m (330 ft)    | 27    | 우간다            | 캄팔라       | 제안됨 | [ 출처 필요 ]   |
| 킹덤 캄팔라                        | ~100 m (330 ft)    | 34    | 우간다            | 캄팔라       | 제안됨 | [ 출처 필요 ]   |
| 캄팔라 힐튼 호텔                   | ~100 m (330 ft)    | 26    | 우간다            | 캄팔라       | 제안됨 | [ 출처 필요 ]   |
| NSSF 타워                          | ~100 m (330 ft)    | 25    | 우간다            | 캄팔라       | 제안됨 | [ 출처 필요 ]   |
| 마페라 하우스                      | ~100 m (330 ft)    | 18    | 우간다            | 캄팔라       | 제안됨 | [ 출처 필요 ]   |
| 가레 센트럴 트윈 타워 A            | 100 m (330 ft)     | 32    | 콩고 민주 공화국  | 킨샤사       | 보류중 | [ 175 ]         |
| 가레 센트럴 트윈 타워 B            | 100 m (330 ft)     | 32    | 콩고 민주 공화국  | 킨샤사       | 보류중 | [ 176 ]         |
| 투르 ANP 카사블랑카                | 100 m (330 ft)     | 25    | 모로코            | 카사블랑카   | 제안됨 | [ 177 ]         |

## 같이 보기
- 알제리의 마천루 목록
- 이집트의 마천루 목록
- 케냐의 마천루 목록
- 모로코의 마천루 목록
- 나이지리아의 마천루 목록
- 탄자니아의 마천루 목록
- 짐바브웨의 마천루 목록
- 남아프리카 공화국의 마천루 목록
- 아비장의 마천루 목록
- 카이로의 마천루 목록
- 케이프타운의 마천루 목록
- 캄팔라의 마천루 목록
- 루안다의 마천루 목록